# スパイダーマン引退!?
「スパイダーマン引退!?」もしくは「スパイダーマンの秘密」(Along Came Spidey)は、1982年10月2日にアメリカ合衆国で放送されたスパイダーマン&アメイジング・フレンズの第16話。

## ストーリー
真夜中、ショッカーはスパイダーマンに復讐するために刑務所を脱走した。スパイダーマンがショッカーと戦う中、メイが余波によって気絶してしまう。ピーター・パーカーは、ボビーとアンジェリカにスパイダーマンの秘密を打ち明けた。ピーターが子供の頃に両親を亡くし、父親の両親であるメイとベンに引き取られた。科学の成績はAクラスで、フラッシュ・トンプソンに虐められることもあった。サリーという少女に科学博覧会のお誘いをしたが、フラッシュが好みとして断られてしまう。フラッシュにも誘ったが、結局のところ断られた。それから大学の奨学金を貰った後、科学博覧会で放射線の実験を見学した。しかし思わぬハプニングでクモがピーターの腕を襲った。ピーターは目まいを起こし、外の空気を吸った。自動車の事故から見事免れたが、驚いたことにビルの壁をよじ登ることができた。この力でどんなことができるか試すためにプロレスでプロレスラーと勝負をする。そのプロレスラーに勝った後、テレビのプロデューサーから誘われる。その後、彼はスパイダーウェブと赤と青のクモの巣の衣装を作り、バカにされたクラスたちを見返すためにスパイダーマンとして空の上を飛び立ち、テレビ出演を果たす。そこでエレベーターへ逃げていく泥棒を逃がしてしまう。家に帰ると、1人の警察官が立っていた。最愛のベンおじさんが殺されたことを知ったピーターは、急いでスパイダーマンの衣装に着替えて街の反対側にある港近くの倉庫へと向かった。スパイダーマンに見つかった犯罪者はとっさ逃げるが、クモの巣にかけられた後、スパイダーマンに顔を見られて驚いて気絶した。犯罪者の顔を見たスパイディは、自分が逃がした泥棒だったことを知ってショックを受けた。ピーターは「大いなる力には、それと同じほどの責任が伴うため（ビデオ版は不明）」という言葉を胸にスパイダーマンとして犯罪者と戦ってきたが、メイおばさんを悲しませないためにスパイダーマンを引退しようと決意する。しかし、ボビーとアンジェリカの励ましによって引退は撤回となった。スパイダーフレンズがショッカーをやっつけた後、ショッカーは再び刑務所に送られる。メイ・パーカーは、スパイダーマンは悪い人ではないことに気づいた。

## キャスト
| キャラクター                            | 担当声優                 | 日本語吹き替え (ビデオ版) | 日本語吹き替え (トゥーンディズニー版) |
| --------------------------------------- | ------------------------ | ------------------------- | ------------------------------------- |
| スパイダーマン/ピーター・パーカー       | ダン・ギルヴェザン       | 山口健                    | 森川智之                              |
| アイスマン/ボビー・ドレイク             | フランク・ウェルカー     | 飛田展男                  | 高木渉                                |
| ファイアスター/アンジェリカ・ジョーンズ | キャシー・ガーヴァー     | 安藤ありさ                | 宮島依里                              |
| メイ・パーカー                          | ジューン・フォーレイ     | 鈴木れい子                | 定岡小百合                            |
| ベン・パーカー                          | ジョン・スティーヴンソン | 不明                      | 麦人                                  |
| フラッシュ・トンプソン                  | フランク・ウェルカー     | 不明                      | 白熊寛嗣                              |
| ショッカー                              | ジョン・スティーヴンソン | 不明                      | 楠大典                                |
| その他                                  |                          |                           |                                       |

## スタッフ
- 脚本 - ドナルド・F・グラット[2]
- 監督 - ドン・ジャーウィッチ(共同監督)、ボブ・リチャードソン(シリーズ監督)[2]